# Michael Wejdling (1749–1820)
Michael Wejdling, född 8 februari 1749 i Linköping, Östergötlands län, död 13 februari 1820 i Skänninge, Östergötlands län, var en svensk borgmästare i Skänninge stad.

## Biografi
Wejdling föddes 8 februari 1749 i Linköping. Han var son till handlanden Alexander Wejdling och Hedvig Kristina Höppener. Wejdling blev 1774 stadsnotarie i Skänninge. 1777 blev han även rådman i staden. Wejdling blev 1805 borgmästare i Skänninge stad. 1810 blev han avskedad som borgmästare.
Han var riksdagsman åren 1786 och 1809.